# Абхишека
Абхише́ка (санскр. अभिषेक, IAST: abhiṣeka; «омовение», «окропление») — санскритский термин, которым в индуизме и других индийских религиях называют ритуальное омовение и умащения мурти. Обряд абхишеки обычно сопровождается декламацией ведийских мантр и/или киртаном. Абхишека является обязательной частью сложного многодневного ритуала установки новых мурти в индуистских храмах.

## В индуизме
Для совершения омовения, как правило, используют пять элементов, называемых панчамрита (это мёд, молоко, йогурт, сахар и гхи), цветочные лепестки, листья туласи, а также такие ингредиенты, как сандаловая паста, кунжутное масло и розовая вода. Полученная в результате абхишеки жидкость является священной и называется чаранамритой. Чаранамрита почитается как одна из форм прасада и распространяется среди верующих, которые пьют её и окропляют ей свои головы.
Существуют различные виды абхишеки:
- Гуру-абхишека — омовение стоп гуру, которое проводится по торжественным случаям. Гуру-абхишека, как правило, является одним из основных моментов в праздновании вьяса-пуджи или дня рождения гуру.
- Линга-абхишека — абхишека, проводимая над лингамом последователями шиваизма.
- Пушпа-абхишека — ритуал, в ходе которого мурти осыпают цветочными лепестками.

В ведийской религии абхишека являлась одним из основных моментов обряда царского посвящения раджасуя. Раджу, выступавшего жертвователем, омывали водой из различных священных рек, налитой в 4 сосуда, каждый из которых был изготовлен из разных пород дерева. Радже вручались лук и стрелы, после чего, воздев руки к небу, он совершал по одному шагу в направлении каждой из сторон света, тем самым принимая в своё владение горизонтальное пространство. В некоторых вариантах ритуала, это действо могло принимать форму военного набега на соседей, обитавших в четырёх направлениях. В продолжение обряда, раджа также совершал «три шага Вишну», таким образом овладевая землёй, воздушным пространством и небесами — вселенной в вертикальном её делении. На всём протяжении ритуала раджа постоянно отождествлялся с Индрой и другими девами. Сама абхишека также называлась «абхишекой великого Индры» и осуществлялась подобно обряду посвящения Индры на небесное царство.

## В тантрических сектах
В тантрических сектах насчитывают до восьми разных обрядов абхишека, которые учителя-гуру используют для посвящения своего ученика (так как тантрическая практика основана на индивидуальном контакте между гуру и учеником, гуру даёт ему столько посвящений-абхишека, сколько считает необходимым). В рамках этой системы восьмая абхишека — Махапурнадикшабхишека, является квинтэссенцией всех ступеней посвящения, когда ученик-садхака достигает вершины духовной жизни. После неё он совершает обряд собственных похорон «шраддха» — предаёт огню священный шнур и пучок волос со своей головы, что символизирует полное самопожертвование. После этого отношения «учитель-ученик» завершаются.

## В буддизме
С появлением буддизма популярный обряд абхишека стал осуществляться и в этой религии. Новое религиозно-философское содержание требовало новых форм ритуала; неизменным осталось омовение водой. В раннем буддизме обряд абхишека исполняли при церемонии допущения к клятве-обету «правраджья» («выход», то есть отречение от мирской жизни), и в инициации «упасамада» («прибытие», то есть вступление в члены сангхи или монастыря). В этих целях абхишека до сих пор практикуется всеми школами буддизма. Особенную роль обряд играл в тантрическом буддизме, где он считался ничем не заменимым средством. Адепт, стремящийся достичь самых высших состояний, не мог обрести соответствующую силу и возможность, если он не прошёл этот обряд. Форма его проведения стала более сложной. В некоторых тантрических текстах («Шекатанвая-самграха» и др.) описываются четыре вида абхишека:
- I Каласабхишека — инициация посредством внешнего омовения — очищения водой из кувшина; включает 6 подразделов:
- 1. Удака — инициация водой
- 2. Мукута — инициация короной
- 3. Ваджра — инициация молнией
- 4. Гантха — инициация колоколом
- 5. Нама — инициация именем
- 6. Ачарья — инициация наставником
- II Гухьябхишека — (Инициация и тайный культ) наставник объясняет все сокровенные подробности йогической практики, касающиеся психотехники.
- III Праджняабхишека — (инициация в чистую мудрость) наставник объясняет пустотную природу личности (пудгала) равным образом как и всех объектов (дхарма) и то, как йогические процессы приводят к постижению совершенного знания (праджня).
- IV Ваджрабхишека — высшая инициация в «предельную истину».